# تقنيات ملبوسة
التقنيات الملبوسة أو التقنيات القابلة للارتداء أو التقنية الملبوسة أو الملابس الذكية أو موضة الإلكترونيات أو الأجهزة ملبوسة هي أجهزة ذات إدراك أو ذكاء إلكتروني (متحكمات دقيقة) يُمكن ارتدائها على الجسم أو زرعها فيه أحياناً. هذه الأجهزة أحياناً تؤدي عملاً ملموساً، أو تعطي مزايا مساعدة مُعزِزة.
من الأمثلة الجيدة للملبوسات التقنية هو متتبع النشاط وهو أحد صور "إنترنت الأشياء" ، فالأشياء" في المثال السابق هي الالكترونيات و البرمجيات و أجهزة الاستشعار من ناحية والإتصال  من ناحية أخرى وجميعها مرتبطة يمكنها أن تؤدي عملاً مشتركاً دون تدخل الإنسان، فهي تقوم بجمع المعلومات مثل مُتتبعات النشاط وترسله لحفظه ومعالجته على الإنترنت أو جلب المعلومات من الشبكة العنكبوتية كتقنيات الاستعلام الفوري المدمجة في ملبوسات تقنية كثيرة منها الساعات الذكية.

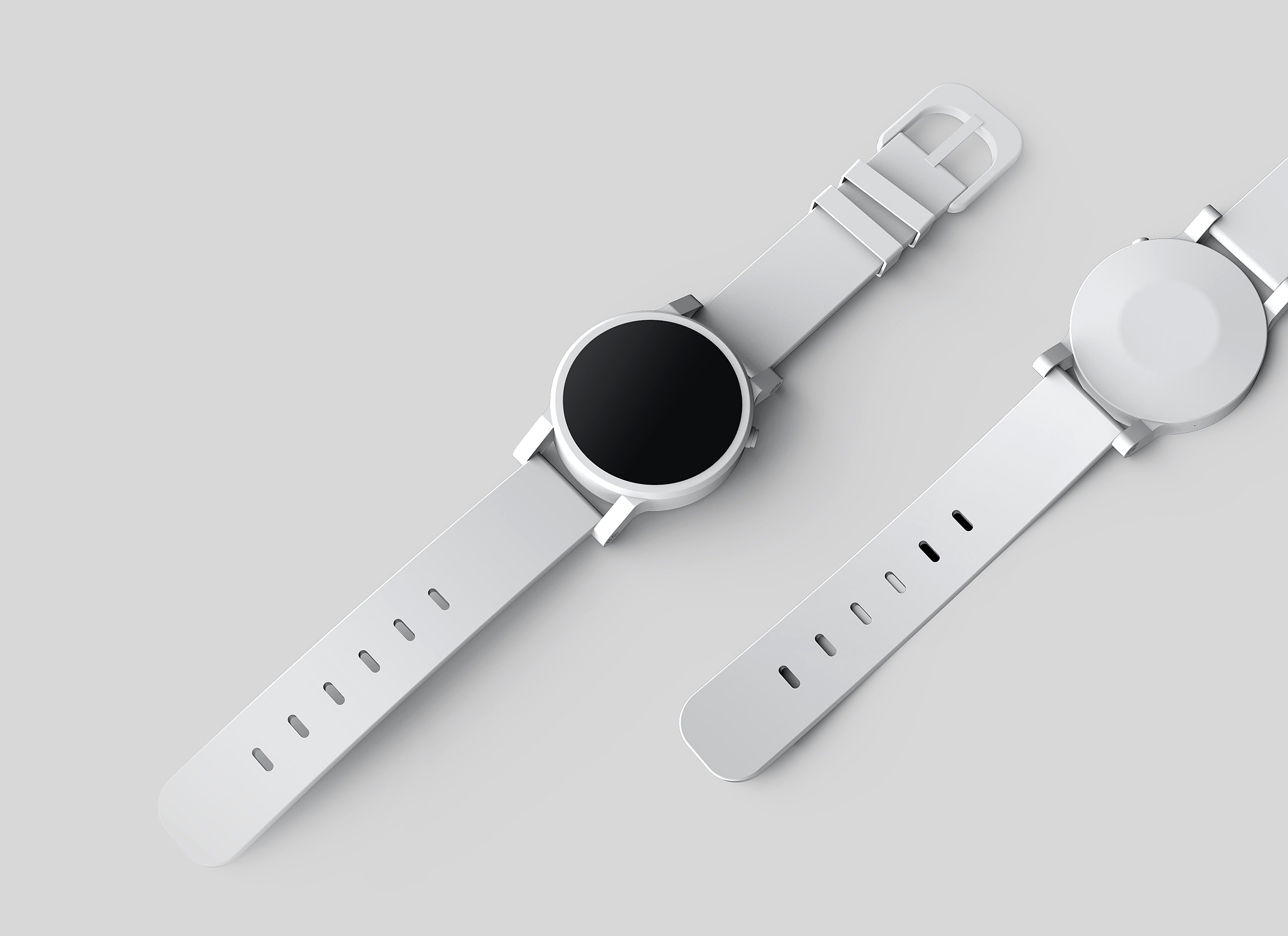
ساعة ذكية.

## التاريخ
الملبوسات التقنية هي أحد صور تطور فكرة الحوسبة في كل مكان و أيضاً تطور  شكل وفِكر الحواسيب الملبوسة مع الوقت. خلال السنين الماضية ومع دخول الحوسبة والأجهزة الحاسوبية لحياة الكثير، أصبح التفكير في تطويرها وتطويعها لخدمة البشر أمراً متوقعاً كأي أداة أو علم يتوغل في حياة البشر. تطويع التقنية لخدمة الإنسان بدأ بتطويعها في فترة الحروب لتكون أدوات صغيرة للتجسس ويمكن لبسها وحملها. وفي حقل آخر تطورت تقنية جمع المعلومات كبديل لتقصي الأثر والمطاردة الحسية للمطاردة الإلكترونية وتطورت أكثر لتصبح الأجهزة مفيدة أكثر في حالات جمع معلومات المرضى مثل دقات القلب وأدوات معززة للرياضة. 

## الإستخدامات
إستخدامات الملبوسات التقنية يمكن تصنيفها إلى فئتين رئيسيتين;
- استخدامات شخصية
- استخدامات تجارية

سواء للاستخدام الشخصي أو التجاري، الملبوسات التقنية تستخدم في المقام الأول في أحد الوظائف التالية;
- ولع بالتغيير، موضة
- متتبع نشاط، لتعقب اللياقة البدنية
- كعلاج لضعف السمع
- علاج النطق واضطرابات الصوت مثل تلك الموجودة في المرضى الذين يعانون من أمراض باركنسون[3]
- لمزامنة البيانات من الأدوات الأخرى
- مراقبة بعض مشاكل الصحة الدقيقة، على سبيل المثال للتحكم بالإجهاد[3]
- قياس مستويات اليقظة والطاقة
- أدوات الملاحة
- أجهزة الوسائط المتعددة
- أجهزة التواصل